# Miguel Huerta Maldonado
Miguel Huerta Maldonado (11 de noviembre de 1908 - 3 de diciembre de 2005), fue un profesor y funcionario público mexicano.
Fue el segundo rector de la Universidad Pedagógica Nacional y el cuarto director de la Comisión Nacional de Libros de Texto Gratuitos (Conaliteg). 
Se inició como maestro rural en su juventud y durante años se dedicó exclusivamente a la docencia en aula. Posteriormente se desempeñó como delegado de la Secretaría de Educación Pública en Guanajuato, Michoacán y Morelos. En 1980 fue nombrado rector de la UPN cargo que ocuparía por dos años. Actualmente tanto la biblioteca de la Universidad como la medalla al mérito que esta misma otorga llevan su nombre en reconocimiento a su labor y trayectoria. 
Al frente de la Conaliteg (1982-1983) coordinó la reedición de los textos en braille y realizó monografías de los estados de la República.
En 2000 el Seminario de Cultura Mexicana le otorgó la medalla José Vasconcelos.